# Reynier Hals

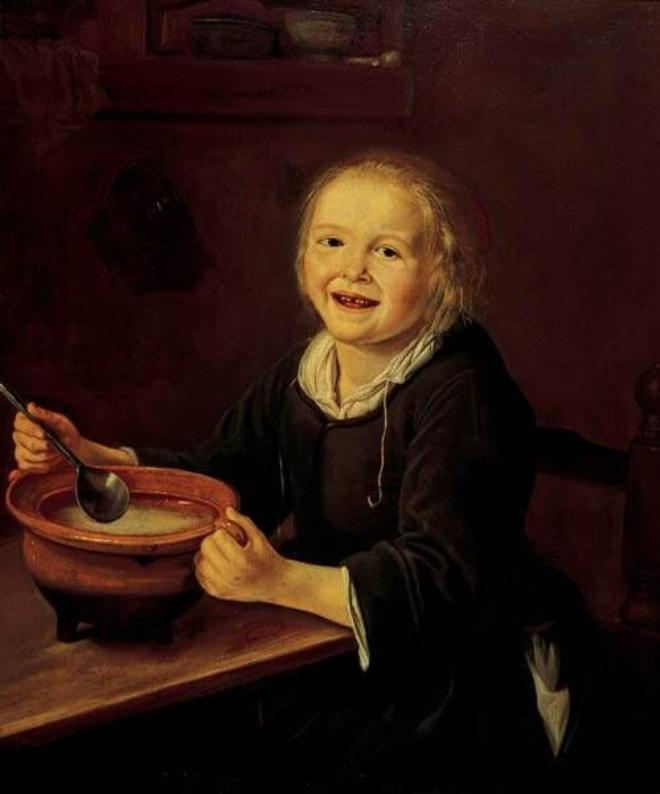
Noi menjant porridge, oli sobre llenç, 68 x 57,5 cm, Haarlem, Frans Hals Museum.

Reynier Hals (Haarlem, 1627-Amsterdam, 1672) fou un pintor barroc neerlandès.
Fill de Frans Hals i de Lysbeth Reijniersdr., la seva segona esposa, va ser batejat l'11 de febrer de 1627. Com els seus germans Johannes, Frans II i Harmen, era bo per la música i la pintura. Encara que és probable que rebés lliçons de pintura del seu pare, la seva dedicació a l'ofici de pintor va ser tardana. Consta que el 1645 es va embarcar en un viatge a Índia. L'abril del 1654 es trobava a Amsterdam, on va es va casar amb Margrietje Lodewijcksdr. A aquest moment pot correspondre l'obraNoi menjant porridge del Frans Hals Museum, la primera obra seva coneguda. Després de quedar-se viudo, el 1657 es va casar per segona vegada a l'Haia amb Elisabeth Groen, però abans d'acabar l'any la parella s'havia establert definitivament a Amsterdam. El 1659 va ser testimoni en el casament del pintor Roelof Jansz van Vries.
El que es coneix de la producció de Reynier es redueix a un petit nombre d'escenes de gènere amb només una o dues figures de mig cos —Noia cosint, Dona pelant pomes i Noi menjant porridge, conservades les tres en el Frans Hals Museum de Haarlem, i Una parella beneint la taula, Voorschoten, Kasteel Duivenvoorde— deutores en la seva concepció de les obres del seu pare i del seu oncle, Dirck Hals, sense la seva vitalitat i precisió en el dibuix.